# El Cholar
El Cholar es una localidad y municipio del departamento Ñorquín. Situado en la provincia del Neuquén, Argentina.
Se accede por la RP 6, a 64 km al oeste de la ciudad de Chos Malal.
Cada segunda semana del mes de febrero, se realiza la Fiesta Regional del Ñaco.

## Población
Contó con 983 habitantes (Indec, 2010), lo que representó un incremento frente a los 887 habitantes (Indec, 2001) del censo anterior. La población se compuso de 495 varones y 488 mujeres, lo que arrojó un índice de masculinidad del 101.43%. En tanto, las viviendas pasaron de a ser 229 a 358.

Según el censo 2022 se conoció una población dentro del municipio de 1,130 habitantes y 562 viviendas.
| Gráfica de evolución demográfica de El Cholar entre 1991 y 2022 |
|                                                                 |
| Fuente: Censos nacionales del INDEC                             |